# Hrvoje Ćustić
Hrvoje Ćustić (21 octobre 1983 – 3 avril 2008) était un footballeur croate évoluant au poste d'attaquant.

## Carrière
Ćustić a commencé sa carrière dans le club du NK Zadar en 2000. Il a ensuite porté les couleurs du NK Zagreb entre 2005 et 2007, avant de retourner à Zadar à l'été 2007. 
Entre 2002 et 2005, il a été appelé à dix reprises en équipe de Croatie espoirs.

## Mort
Le 29 mars 2008, au cours d'un match de Première division croate opposant Zadar au HNK Cibalia, Ćustić s'est heurté à un mur en béton séparant le terrain des tribunes, en essayant de remporter un duel aérien, lui occasionnant de graves blessures à la tête.
Transporté en urgence à l'hôpital de Zadar, il a été opéré dans la nuit, puis plongé dans un coma artificiel. Son état resta stable jusqu'au 2 avril, où il empira à la suite d'une infection présumée, déclenchant une montée de la température. Le 3 avril, l'hôpital a confirmé la mort de Ćustić. À la suite de cet évènement, les matchs programmés le week-end suivant furent reportés
Depuis ce jour, le gardien Danijel Subašić à l'époque à Zadar, puis à l'AS Monaco, arborait à chaque match un T-shirt floqué de son numéro 24 et de sa photo sous son maillot. T-shirt qu'il exhibe à chaque fin de match,,.